# 大韓民国の教育
大韓民国の教育（だいかんみんこくのきょういく）では、大韓民国の学校教育・家庭教育・社会教育など、教育（교육, キョユク）全般を扱う。

## 初中等教育

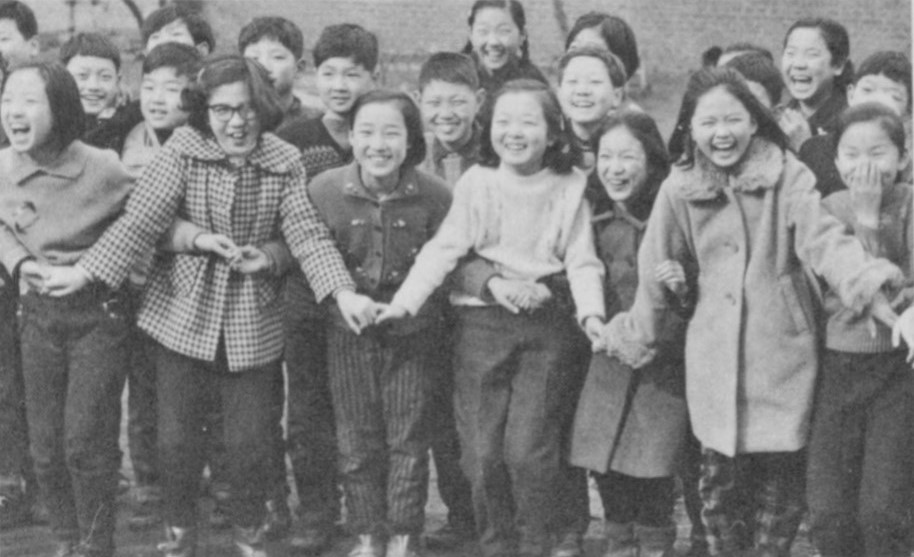
国民学校（現・初等学校）の児童。

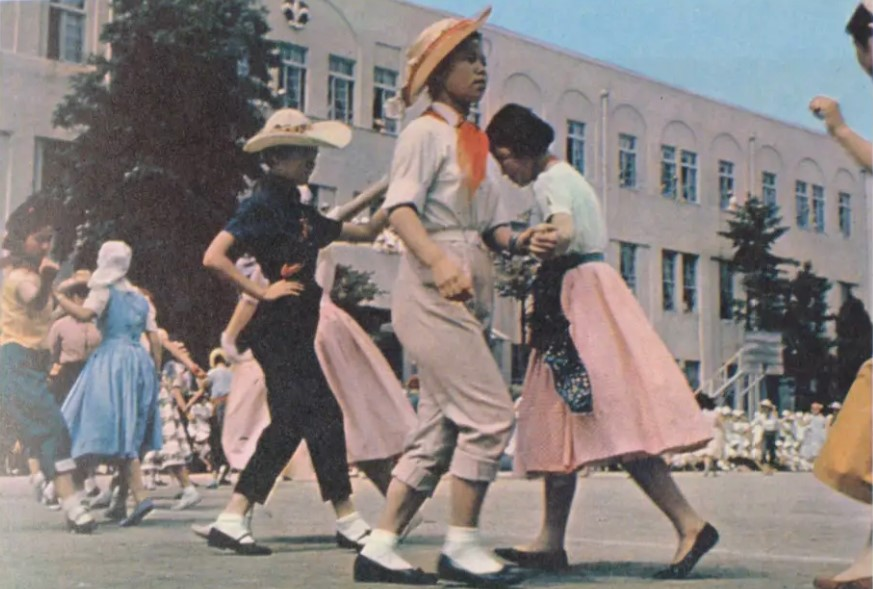
梨花女子大学校附属高等学校の学生。運動会の写真。

義務教育は初等学校（チョドゥンハッキョ、초등학교）から中学校（チュンハッキョ、중학교）まで（6歳-15歳）の9年間である。また、初等学校（1995年度に「国民学校（クンミンハッキョ、국민학교）」から改称）は1953年度、中学校は2004年度に、高等学校は2021年度に無償化された。全国5384校の初等学校のほとんどが公立で、全国の中学校数は2809校、公立と私立の比率は3:1である。高校進学率は99.6%とほぼ全員が進学する。英語教育は初等学校3年生から開始される。漢字教育は義務付けられてもいない。
高等学校（コドゥンハッキョ、고등학교）は、大学進学を目標とする一般校と、就職を目標とする実業系校の2種類がある。全国には1995校の高等学校があり、一般校と実業系校の割合は約3:2、公立と私立の割合は約6:5となっている。
韓国の高校では英語以外に第二外国語教科があり、日本語の選択率がトップであるが2009年以降は減少傾向にある（「日本語教育」参照）。かつて人気のあったドイツ語、フランス語に代わり、中国語選択者が急増している。
6・3・3制をとっており、高校受験についてはソウル特別市、釜山広域市など一部地域では学区に基づく総合選抜制が採られており、私立高校を含めた全ての高等学校において、内申書と適性試験の成績、居住地域により広域自治体の教育庁によって振り分けられる（平準化政策）。一般系高校か特性化高校（商業高校・工業高校）、（普通科と専門学科が一緒にある（総合）高校もある）に成績順で振り分ける方法がとられている。授業料は釜山広域市の場合、一般系高校と特性化高校、さらに1級地（江西区を除く区部）、2級地カ（加徳島にある徳文高等学校を除く江西区）、2級地ナ（機張郡）、3級地（加徳島にある徳文高等学校）に分かれている。（1級地が一番高い）
芸術高校・科学高校・外国語高校といった特殊目的高校があり、英才教育が行われている。特殊目的高校には選抜があるが、多数が名門大学に合格するためエリートコースとして受験が熾烈になっている。本質的な受験は大学受験のみとなるために、大学受験が過熱しているとされている。
「日本統治時代（1910年-1945年）には、韓国という国は消滅しており、2度とそのようなことがないよう、韓国人としての誇りや韓国文化が教育上で重視されている」といわれている。初等学校は全て、中学校・高等学校は国史、国語の教科書が国定教科書であり、そのため教育の自由が制限されているという批判も強い。近年は一部の教科書が検定教科書となった。しかし、一旦、検定制度が導入された歴史などの教科が、2017年から国定教科書に戻るなどしている。
大部分の中学校および高等学校に制服がある。かつては日本統治時代の名残で、男子生徒は詰襟学生服、女子生徒はセーラー服を着用していたが、全斗煥政権下の1980年代初めに全廃された。しかし服装の乱れなどを理由として、ほどなくして復活。現在はほとんどの学校でブレザーを着用するが、女子生徒がセーラー服に似た制服（所謂「セーラーブレザー」）を着用する学校もある。なお、韓国では学校の制服は「校服」（キョボク、교복）または「学生服」（ハクセンボク、학생복）と呼び、警察官や軍人などの「制服」（チェボク、제복）とは区別する。また、学校指定の体操着も多くの学校にあり、「体育服」（チェユッポク、체육복）または「運動服」（ウンドンボク、운동복）と呼ばれる。
韓国の新年度の新学期は3月2日に始まる。韓国では兵役（男性のみ）などの影響もあり教師は権威主義の傾向があるとされてきた。しかし、近年では韓国でも子供の権利意識が高まっており、体罰を加えた教師が子供の親から追及される事例が起こっており、社会問題となっている。また、いじめについても社会問題となっている。体罰やいじめの度合いなどによっては、学校へ警察が呼ばれる場合も珍しくない。
教師への付届けをする慣習については、廃止運動があるがまだ残っている。これを、朝鮮語で寸志（チョンジ、촌지）と言う。
韓国政府が30カ国を比較し調査したところによると、韓国児童の人生の満足度は30位と最下位であり、韓国は「児童が不幸な国」1位と評価した。内容としては、栄養状態や貧困率はそれほど問題ではないが、激烈な受験戦争での学業ストレス、校内暴力、サイバー中毒が他国と比べて圧倒的に高かった。

## 高等教育

### 大学校
韓国の大学のシステムは、一般的に4年制以上の大学を「大学校（テハッキョ、대학교）」、学部を「大学（テハク、대학）」（例:延世大学校人文大学。最近は「延世大人文学部」のように呼ぶ場合が多い。）、短期大学を「専門大学（チョンムンデハク（大学は先頭名詞ならばテハク）、전문대학）」と呼ぶ。入試は主として2種類に分類され、大学修学能力試験の成績に基づいて志望校を選定する「定時募集（チョンシモジプ、정시모집）」と「随時募集（スシモジプ、수시모집）」とがある。
韓国は学歴社会であり、出身大学によって就職や出世に受験で一生が決まるといわれるほど大きな影響が生じる。韓国人に学歴を聞くことはとても失礼な行為とされるほどである。そのため韓国では毎年激しい受験戦争が行われている。親は我が子が小さいときから高額な進学塾に通わせ、試験日には仕事を休んで応援に行く。受験のストレスが原因で自殺を図る受験生も少なくない。入試シーズンには受験生を安全に受験会場へ送り届けるため警察隊が動員され、またリスニング試験時の騒音対策として、航空機の離着陸が制限される場合もある。
一般的に、首都圏の有名大学・首都圏の中堅大学・地方の有力大学・地方の新興大学・地方の専門大学の並びになる。首都圏の専門大学のほうが、地方の四年制大学よりも難関になる場合もある。
修業年限は4年（建築学科は5年の大学もある）であるが、特に男子は徴兵制度のため休学する者が多く、4年以上かけて卒業するケースも多い。また、最近では徴兵や韓国内の学歴社会の枠を忌避するといった理由から学部段階から海外の大学に留学する学生が増加している。

### 専門大学
専門大学とは、修業年限2-3年（一部4年もある）の高等職業教育機関（職業大学）。

## 大学進学に対する社会の価値観変化
過去においては韓国の大学進学率は一般校と実業系校を合わせて約80％であったが、2020年代からは若者の自殺問題・経済事情・競争社会への批判が増加している事が顕著となり、学費のために借金を抱える学生も多くおり、若者の価値観が変化してきている事もあり、近年は大学進学率が低下している。また大学へ進学せずにYouTuber等になる者も多数存在する。